# 聖地亞哥·藤森
聖地亞哥·藤森·井元（西班牙語：Santiago Fujimori Inomoto，1946年12月3日—），是秘魯日本裔律師和政治人物，也是前總統阿尔韦托·藤森的弟弟。
他於2006年秘魯選舉獲得22,992票當選代表利馬的國會議員，但在馬爾塔·查韋斯（Martha Chávez）領導的「未來聯盟」（Alianza por el Futuro）下他參與的第一副總統選舉則失利。他也是他兄長藤森的顧問。